# Elizabeth Akers Allen

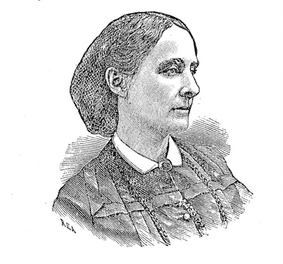
Elizabeth Akers Allen (1881)

Elizabeth Akers Allen (Geburtsname: Elizabeth Ann Chase; * 9. Oktober 1832 in Strong, Maine; † 7. August 1911 in New York City) war eine US-amerikanische Dichterin und Journalistin, die ihre frühen Gedichte unter dem Pseudonym „Florence Percy“ verfasste, von denen viele erstmals im Portland Transcript veröffentlicht wurden. Sie schrieb für die meisten führenden Zeitschriften und mehrere Ausgaben ihrer gesammelten Gedichte wie „Rock Me to Sleep“ wurden veröffentlicht.

## Leben
Elizabeth Akers Allen wurde als Elizabeth Ann Chase als zweite von drei Töchtern des Zimmerers und Predigers Thomas Chase und Mercy Fenno Barton geboren. Ihre Kindheit war traumatisch. Ein viertes Geschwister starb im Kindesalter und ihre gebrechliche Mutter starb 1836, so dass sie mit vier Jahren zur Halbwaise wurde. Ihr Vater brachte seine Töchter getrennt bei Bekannten unter, bis er im folgenden Jahr wieder heiratete. Die Pflegeeltern der vierjährigen Elizabeth zwangen sie zur Arbeit, peitschten sie aus und schlossen sie im Keller ein, als sie ihre Erwartungen nicht erfüllte. Obwohl sie nur eine geringe formale Schulbildung an der Farmington Academy erhielt, schrieb sie ihre ersten Verse im Alter von zwölf Jahren. Diese wurden in einer Zeitung in Vermont veröffentlicht und ohne ihr Wissen eingereicht. Begierig darauf, einem trostlosen Zuhause zu entfliehen, begann sie mit dreizehn zu arbeiten, zuerst in einer Buchbinderei, die einer Ausbeutungswerkstatt ähnelte, später als Lehrerin. Finanzielle Not, die von Männern verschärft wurde, trieb ihre literarische Karriere voran. Dieses Muster war in ihrem Kopf so konsistent, dass sie 1904 eine 49-seitige Erinnerung über ihre finanziellen Verhältnisse schrieb, in der sie detailliert darlegte, wie „fast jeder Mann, mit dem ich in Geschäftskontakt kam, in mir ein leichtes Opfer zu sehen schien und es geschafft hat – die meisten von ihnen unter dem Deckmantel aufrichtiger Freundschaft – indem sie mir fast jeden Cent, den ich hatte, aus der Tasche ziehen“ (‚nearly every man with whom I have come in business contact has seemed to see in me an easy victim, and has managed—most of them under the guise of sincere friendship—in fleecing me out of nearly every cent I had‘). 1851 heiratete sie Marshall Taylor, einen Versicherungsagenten, um dessen Geschäft sie sich kümmerte, während er „schießen ging, Ball spielte und ‚geschäftlich‘ herumfuhr“ (‚went gunning, played ball, and rode around ‘on business.’‘). Bald nach der Geburt ihres Kindes im Jahr 1852 reiste Taylor nach Kalifornien. Sie verdiente Geld mit dem Schreiben und nahm 1855 eine Stelle als stellvertretende Herausgeberin des Transcript in Portland an.
Ihr erster Gedichtband, Forest Buds, from the Woods of Maine (1856), erschien unter dem Pseudonym Florence Percy, das sie seit ihrer Jugend verwendet hatte. Sie ließ sich von ihrem Ehemann Marshall Taylor scheiden, als er um 1857 Geld forderte, das der San Francisco Chronicle ihr für das Schreiben schuldete. Laut Gesetz gehörte das Geld einer verheirateten Frau legal ihrem Ehemann. Ein Jahr nach ihrer Scheidung traf sie 1858 Benjamin „Paul“ Akers, einen talentierten Bildhauer aus Maine. Elizabeth Akers schrieb 1858 zum ersten Mal einen Beitrag zum Atlantic Monthly, und ihre Gedichte erschienen bis zu ihrem Lebensende in führenden Literaturzeitschriften. Akers, der sie für eine andere Elizabeth Barrett Browning hielt, überzeugte sie, dass ein Jahr in Europa, das von den Einnahmen aus ihrem Buch bezahlt wird, ihrem Schreiben zugutekommen würde. In den Jahren 1859 bis 1860 reiste sie mit Akers und einer älteren Begleiterin durch Frankreich, Deutschland und Italien und schickte Korrespondenz an die Transcript und die Boston Evening Gazette. Während der Reise gab Paul Akers einen Großteil ihrer Einnahmen aus. Sie schickte „Rock Me to Sleep“, das eines der beliebtesten amerikanischen Gedichte des Jahrhunderts werden sollte, 1860 von Rom aus an The Saturday Evening Post. Der Ruf des Gedichts, der an eine tote Mutter gerichtet ist, die Ruhe in einer schwierigen Welt sucht, setzte sich während des Sezessionskrieges durch. Dreißig Komponisten wie Kate Lucy Ward haben es vertont, tausende Exemplare wurden an Unionssoldaten verteilt. Es wurde am Lagerfeuer gesungen, in Romanen und Theaterstücken zitiert und in patriotischen Anthologien gesammelt. Alexander M. W. Ball, ein Abgeordneter aus New Jersey, bestritt ihre Urheberschaft des Gedichts und legte Beweise dafür vor, dass er es selbst geschrieben hatte, aber ein Artikel in The New York Times bestätigte ihre Urheberschaft im Jahr 1867.

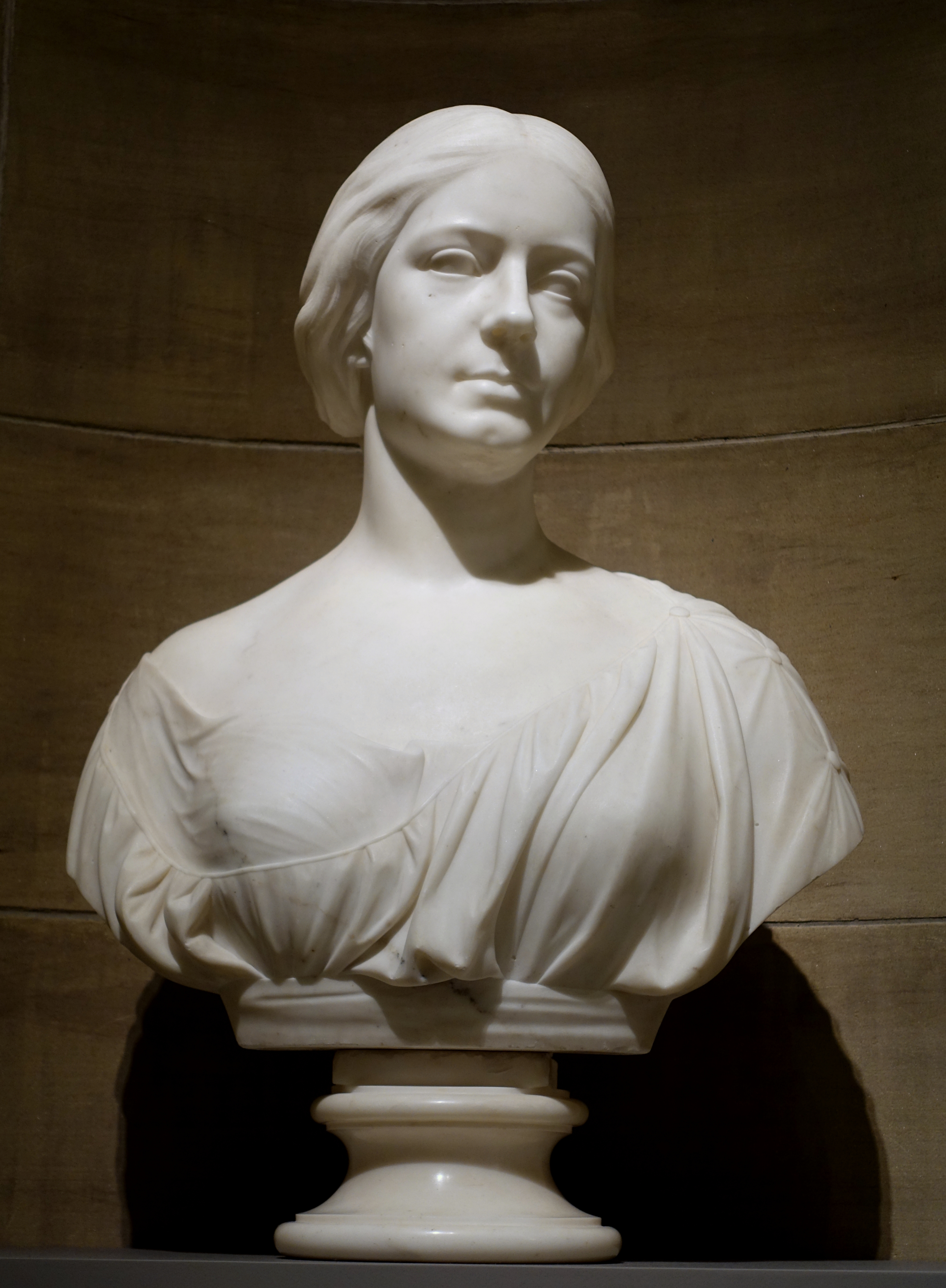
Elizabeth Ann Chase Taylor Akers Allen (Marmorbüste von Benjamin Paul Akers, 1860, Portland Museum of Art.)

Als sie und Benjamin „Paul“ Akers 1860 in Portland heirateten, war er schwer an Tuberkulose erkrankt. Sie zogen nach Philadelphia, um den harten Wintern zu entkommen, aber er starb 1861. Ihr gemeinsames Kind starb im Säuglingsalter. Fast mittellos zurückgelassen, nahm Elizabeth ihre Position als stellvertretende Herausgeberin bei der Transcript wieder auf und nahm dann 1863 eine Stelle beim US-Kriegsministerium in Washington, D.C. an. Sie war in der Nacht, in der Abraham Lincoln erschossen wurde, im Ford’s Theatre. Zwei ihrer stärksten Gedichte, „In the Defenses“ und „Spring at the Capital“, beschreiben Washington während und nach dem Krieg. 1865 heiratete sie den Kaufmann Elijah M. Allen, den sie in Washington, D.C. kennenlernte, aber sie fühlte sich in dieser Ehe weiterhin „geschröpft“ (‚fleeced‘). Sie und ihr Mann zogen häufig um und lebten von 1866 bis 1873 in Richmond, dann kurz in Ridgewood, bevor sie nach Maine zurückkehrten, wo sie von 1874 bis 1881 als Literaturredakteurin des Portland Daily Advertiser arbeitete. 1882 ließ sie sich in Tuckahoe, New York, nieder. In ihren Finanzerinnerungen beschuldigte Allen ihren Mann, die Aushandlung der Lizenzgebühren für ihr zweites Buch, Poems (1866), falsch gehandhabt, ihre Einnahmen schlecht investiert und ihr eine strenge Zulage gewährt zu haben. Ihre späteren Verse wurden in The Silver Bridge and Other Poems (1886), The High-Top Sweeting and Other Poems (1891) und The Sunset Song and Other Verses (1902) gesammelt. Trotz der offensichtlich konventionellen Frömmigkeit vieler ihrer Verse wurde auf ihre Bitte hin keine religiöse Zeremonie durchgeführt, als sie in Tuckahoe starb.
Elizabeth Akers Allens Karriere ist repräsentativ für jene amerikanischen Frauen des 19. Jahrhunderts, die, wenn sie ihren Lebensunterhalt verdienen mussten, literarische Arbeit unter den wenigen Berufen der Mittelklasse fanden, die ihnen offenstanden. Ob Allen und andere wie sie dauerhaftere Gedichte hätten schreiben können, wenn finanzielle Not nicht auf sie gedrängt hätte, ist umstritten. Spätere Kritiker griffen Allens „Sing-Song“-Stil an, aber regelmäßiger Rhythmus ist von Wert, wenn Gedichte gesungen oder aufgeführt werden, wie es bei Allen häufig der Fall war. Ihre Gedichte wurden in zahlreichen Anthologien gesammelt und so angesehene Literaten wie William Cullen Bryant, John Greenleaf Whittier und Edmund Clarence Stedman würdigten ihren Beitrag zur Artikulation des emotionalen Tons der Zeit. Die kulturelle Wirkung eines so populären Gedichts wie „Rock Me to Sleep“ ist unschätzbar. Allens Karriere erstreckte sich über ein halbes Jahrhundert, als sich in der amerikanischen Literaturkritik Unterscheidungen zwischen hoher und populärer Poesie bildeten. Zu Beginn ihrer Karriere für ihre Süße gelobt, wurde sie am Ende des Jahrhunderts als Bathos abgetan. Doch wie andere beliebte sentimentale Gedichte sagt Allens Vers viel über seine Zeit aus und hat oft witzige, wütende und gotische Kanten.

## Veröffentlichungen
- Forest Buds from the Woods of Maine, Pseudonym Florence Percy, 1855
- Poems, 1866 (Onlineversion)
- Rock Me to Sleep, Mother, 1883 (Onlineversion)
- Queen Catharine’s Rose, 1885
- The Silver Bridge, and Other Poems, 1885 (Onlineversion)
- The Triangular Society, 1886 (Onlineversion)
- Two Saints, 1888
- The High-Top Sweeting, and Other Poems, 1891 (Onlineversion)
- The Proud Lady of Stavoven, 1897
- The Ballad of the Bronx, 1901
- The Sunset Song, and Other Verses, 1902
- History of One Woman’s Financial Experiences, 1904

## Hintergrundliteratur
- Richard Cary: The Misted Prism: Paul Akers and Elizabeth Akers Allen, in: Colby Library Quarterly 7, Nr. 5, März 1966, S. 193–227
- O. A. Morse: A Vindication of the Claim of Alexander M. W. Ball, 1867
- E. W. Leavenworth (Hrsg.): Who Wrote „Rock Me to Sleep“?, 1870
- John T. Winterich: Elizabeth Akers and the Unsubstantial Character of Fame, in: Colophon 4, Oktober 1933
- Notable American Women, 1607–1950. A Biographical Dictionary, S. 35 ff., Band 2, Radcliffe College, 1971 (Onlineversion)